# Frank Brown (ciclista)
Frank Ruthers Brown (1890, data de morte desconhecida) foi um ciclista canadense que competia em provas de estrada. Ele representou o Canadá nos Jogos Olímpicos de Verão de 1912 em Estocolmo, onde terminou em quinto lugar competindo na prova de estrada individual.